# There Is No Competition 2: The Grieving Music EP
There Is No Competition 2: The Grieving Music Mixtape EP è un EP del rapper statunitense Fabolous.
È un prequel di Loso's Way 2, in uscita il 23 novembre 2010.
L'EP contiene 4 canzoni del mixtape There Is No Competition 2: The Funeral Service e tre canzoni nuove. È disponibile negli stores dal 31 agosto 2010.
Il 26 agosto 2010 è stato pubblicato sul sito WorldStar Hip Hop il video di Lights Out, diretto da Aristotle.I video di I'm Raw, Body Ya e di Tonight vennero pubblicati poche settimane dopo l'uscita del mixtape There Is No Competition 2:The Funeral Service.Tutti I Video sono stati diretti da Aristotle.

## Tracce
| #  | Traccia                | Produttore/i | Featuring         | Durata |
| -- | ---------------------- | ------------ | ----------------- | ------ |
| 1  | The Eulogy (Intro)     |              |                   | 1:18   |
| 2  | The Wake               | I.N.F.O      |                   | 3:12   |
| 3  | I'm Raw                | Amadeus      |                   | 3:00   |
| 4  | Body Ya                | Sonaro       |                   | 3:08   |
| 5  | Body Count             | Sonaro       |                   | 3:11   |
| 6  | Body Bag Remix         | I.N.F.O      | Cam'Ron & Vado    | 4:49   |
| 7  | You Be Killin Em       | Ryan Leslie  |                   | 3:29   |
| 8  | Tonight                | Jahlil Beats | Red Cafe & Lore'l | 3:15   |
| 9  | Lights Out             | Lex Luger    |                   | 3:30   |
| 10 | Closing Prayer (Outro) |              |                   | 0:46   |